# Aromobates serranus
Aromobates serranus (Péfaur, 1985) è un anfibio anuro, appartenente alla famiglia degli Aromobatidi.

## Etimologia
L'epiteto specifico è una forma aggettivale del termine spagnolo sierra, montagna, dove la specie è stata trovata.

## Distribuzione e habitat
È endemica della Cordillère de Mérida in Venezuela. Si trova tra i 1800 e i 2300 metri di altitudine nello stato di Mérida.